# 崇慶
崇慶（1212年—1213年四月）是金衛绍王的第二个年号。衛绍王使用崇慶这个年号一共兩年。

## 改元
- 大安四年——正月一日，改元崇慶。[2]
- 崇慶二年——五月，改元至寧。[3]

## 大事记
1212年，金朝改元崇慶，大赦天下。

## 纪年對照表
| 崇慶 | 元年   | 二年   |
| ---- | ------ | ------ |
| 公元 | 1212年 | 1213年 |
| 干支 | 壬申   | 癸酉   |

## 同期其他政权使用的年号
- 中國
  - 嘉定（1208年－1224年）：宋—宋寧宗趙擴之年號
  - 光定（1211年－1223年）：西夏—夏神宗李遵頊之年號
  - 天开（1205年－1225年）：大理—段智祥之年號
- 越南
  - 建嘉（1211年－1224年）：李朝—李旵之年號
- 日本
  - 建曆（1211年－1214年）：土御門天皇之年号

## 深入閱讀
- 李崇智. . 北京: 中華書局. 2004年12月. ISBN 7101025129.
- 鄧洪波. . 臺北: 國立臺灣大學東亞經典與文化研究計劃. 2005年3月  [2022-01-04]. ISBN 9789860005189. （原始内容 (pdf)存档于2007-08-25）.

## 参看
- 中國年號索引

| 前一年號： 大安 | 金朝年号 | 下一年號： 至寧 |